# Macristis geminipunctalis
Macristis geminipunctalis är en fjärilsart som beskrevs av William Schaus 1916. Macristis geminipunctalis ingår i släktet Macristis och familjen nattflyn. Inga underarter finns listade i Catalogue of Life.